# ねぎ姉さん
『ねぎ姉さん』（ねぎねえさん）は、小林銅蟲がWeb上に掲載している日本の4コマ漫画作品群の名称、またはその登場人物。2000年代初頭からWeb上で散発的に公開され、のち固定したサイトを開設した。
題名の不可読性、展開を完全に無視した物語構成、意味不明の発言内容など極端に不条理な作品。主人公「ねぎ姉さん」の容姿は当初安定していなかったが、徐々に「頭に長ネギが刺さった、半眼で感情不明な女性」という姿が固まった。
本人が第1話 - 第470話を収録したオフセット本を販売。紀伊国屋新宿南店で開催された「YOUNG ARTISTS' BOOKS FAIR」でも取り扱われた。
2009年に、1話から1000話までをまとめた『ねぎ姉さん{\displaystyle 10^{3}}』がドグマ出版から発売された。1ページにつき2話(見開きで4話分）収録されているが、それでも本の厚さは3センチ近くある。
小林の商業連載漫画「めしにしましょう」には、この「ねぎ姉さん」をモチーフとしたらしい、有能だが奇人の編集者・凪無（なぎ む）が登場する（頭にはネギの代わりにアホ毛が立っている）。